# Auguste Nicolas von Clavel
Auguste Nicolas von Clavel (* 1803 in Lausanne; † 25. Juli 1842 in Bern) war ein Schweizer Mathematiker.
Er war ab 1834 Professor am 1829 gegründeten Polytechnikum Stuttgart und lehrte dort Darstellende Geometrie. Vorher hatte dies dort Karl Marcell Heigelin unterrichtet (der 1833 starb). Gottlob Friedrich Haug war damals dort Lehrer der Mechanik (und Mathematik).